# Wirtschaftszahlen zum Automobil/Rumänien
Dies ist eine Unterseite des Artikels Wirtschaftszahlen zum Automobil. Sie enthält Wirtschaftszahlen Rumäniens.

## PKW-Modellreihen mit den größten Verkaufszahlen
| Rumänien | Modellreihe    | Anzahl |
| -------- | -------------- | ------ |
| 1        | Dacia Berlina  | 44.774 |
| 2        | Dacia Break    | 16.453 |
| 3        | Daewoo Tico    | 7.873  |
| 4        | Dacia Nova     | 7.384  |
| 5        | Daewoo Cielo   | 5.805  |
| 6        | Daewoo Matiz   | 3.412  |
| 7        | Daewoo Nubira  | 1.457  |
| 8        | Daewoo Leganza | 812    |
| 9        | ARO 24         | 638    |
| 10       | ARO 10         | 579    |
|          | Sonstige       | 7.957  |
|          | Gesamt         | 97.144 |

| Rumänien | Modellreihe     | Anzahl |
| -------- | --------------- | ------ |
| 1        | Dacia Clasic    | 32.422 |
| 2        | Dacia Nova      | 4.815  |
| 3        | Daewoo Tico     | 4.344  |
| 4        | Daewoo Matiz    | 3.249  |
| 5        | Renault Mégane  | 2.938  |
| 6        | Daewoo Cielo    | 2.738  |
| 7        | Dacia SupeRNova | 2.164  |
| 8        | Renault Clio    | 1.234  |
| 9        | Daewoo Nubira   | 924    |
| 10       | Škoda Octavia   | 911    |
|          | Sonstige        | 10.537 |
|          | Gesamt          | 66.276 |

| Rumänien | Modellreihe 1   | Anzahl |
| -------- | --------------- | ------ |
| 1        | Dacia SupeRNova | 22.186 |
| 2        | Dacia Clasic    | 18.548 |
| 3        | Dacia Pick-Up   | 11.226 |
| 4        | Daewoo Tico     | 3.226  |
| 5        | Renault Mégane  | 2.695  |
| 6        | Renault Clio    | 2.557  |
| 7        | Škoda Octavia   | 1.898  |
| 8        | VW Passat       | 1.611  |
| 9        | Škoda Fabia     | 1.580  |
| 10       | Daewoo Matiz    | 1.328  |
|          | Sonstige        | 20.300 |
|          | Gesamt 1        | 87.155 |

| Rumänien | Modellreihe     | Anzahl |
| -------- | --------------- | ------ |
| 1        | Dacia SupeRNova | 25.127 |
| 2        | Dacia Clasic    | 15.753 |
| 3        | Daewoo Matiz    | 8.051  |
| 4        | Renault Clio    | 4.158  |
| 5        | Daewoo Cielo    | 3.139  |
| 6        | Renault Mégane  | 2.979  |
| 7        | Škoda Octavia   | 2.306  |
| 8        | Škoda Fabia     | 2.179  |
| 9        | VW Passat       | 1.923  |
| 10       | Peugeot 206     | 1.447  |
|          | Sonstige        | 21.742 |
|          | Gesamt          | 88.804 |

| Rumänien | Modellreihe     | Anzahl |
| -------- | --------------- | ------ |
| 1        | Dacia Logan     | 15.808 |
| 2        | Dacia Duster    | 7.249  |
| 3        | Škoda Octavia   | 4.318  |
| 4        | Renault Clio    | 3.920  |
| 5        | VW Golf         | 2.922  |
| 6        | Dacia Logan MCV | 2.761  |
| 7        | Dacia Sandero   | 2.519  |
| 8        | Opel Astra      | 2.222  |
| 9        | VW Polo         | 1.957  |
| 10       | VW Passat       | 1.750  |
|          | Sonstige        | 49.198 |
|          | Gesamt          | 94.624 |

| Rumänien | Modellreihe     | Anzahl |
| -------- | --------------- | ------ |
| 1        | Dacia Logan     | 9.780  |
| 2        | Dacia Duster    | 5.346  |
| 3        | Škoda Octavia   | 3.350  |
| 4        | Renault Clio    | 2.478  |
| 5        | VW Golf         | 1.986  |
| 6        | Dacia Logan MCV | 1.940  |
| 7        | Ford Fiesta     | 1.801  |
| 8        | Ford Focus      | 1.721  |
| 9        | Dacia Sandero   | 1.510  |
| 10       | Škoda Fabia     | 1.372  |
|          | Sonstige        | 40.895 |
|          | Gesamt          | 72.179 |

| Rumänien | Modellreihe     | Anzahl |
| -------- | --------------- | ------ |
| 1        | Dacia Logan     | 10.204 |
| 2        | Dacia Sandero   | 4.757  |
| 3        | Dacia Duster    | 4.388  |
| 4        | Škoda Octavia   | 2.949  |
| 5        | VW Golf         | 2.676  |
| 6        | Renault Clio    | 1.732  |
| 7        | Dacia Dokker    | 1.529  |
| 8        | Ford Focus      | 1.393  |
| 9        | Škoda Rapid     | 1.195  |
| 10       | Dacia Logan MCV | 1.179  |
|          | Sonstige        | 36.700 |
|          | Gesamt          | 68.702 |

| Rumänien | Modellreihe     | Anzahl |
| -------- | --------------- | ------ |
| 1        | Dacia Logan     | 11.285 |
| 2        | Dacia Duster    | 5.796  |
| 3        | Dacia Sandero   | 4.957  |
| 4        | Škoda Octavia   | 3.473  |
| 5        | VW Golf         | 2.739  |
| 6        | Dacia Logan MCV | 2.646  |
| 7        | Ford Fiesta     | 2.569  |
| 8        | Škoda Rapid     | 2.546  |
| 9        | Renault Clio    | 2.088  |
| 10       | Renault Captur  | 1.981  |
|          | Sonstige        | 42.729 |
|          | Gesamt          | 82.809 |

| Rumänien | Modellreihe     | Anzahl |
| -------- | --------------- | ------ |
| 1        | Dacia Logan     | 16.021 |
| 2        | Dacia Duster    | 6.643  |
| 3        | Dacia Sandero   | 5.562  |
| 4        | Škoda Octavia   | 3.921  |
| 5        | Dacia Logan MCV | 3.111  |
| 6        | Škoda Rapid     | 2.719  |
| 7        | VW Golf         | 2.532  |
| 8        | Renault Clio    | 2.515  |
| 9        | Ford Focus      | 2.238  |
| 10       | VW Polo         | 2.139  |
|          | Sonstige        | 50.924 |
|          | Gesamt          | 98.325 |

| Rumänien | Modellreihe     | Anzahl  |
| -------- | --------------- | ------- |
| 1        | Dacia Logan     | 15.329  |
| 2        | Dacia Sandero   | 7.098   |
| 3        | Dacia Duster    | 6.975   |
| 4        | Škoda Octavia   | 4.406   |
| 5        | Dacia Logan MCV | 3.392   |
| 6        | Renault Clio    | 3.272   |
| 7        | Škoda Rapid     | 3.022   |
| 8        | VW Polo         | 2.770   |
| 9        | Opel Astra      | 2.616   |
| 10       | Ford Focus      | 2.588   |
|          | Sonstige        | 63.536  |
|          | Gesamt          | 115.004 |